# 松平定温
松平 定温（まつだいら さだはる）は、江戸時代中期の伊予国今治藩の世嗣。官位は従五位下・主水正、駿河守。

## 略歴
5代藩主・松平定郷の長男として誕生。
今治藩主の嫡孫として生まれ、元文3年（1738年）徳川吉宗に拝謁し叙任する。宝暦4年（1754年）には駿河守に任官するが、家督相続前の宝暦12年（1762年）に39歳で早世した。代わって長男・定休が嫡子となった。

## 系譜
- 父：松平定郷（1702-1763）
- 母：遊 - 松平定基の娘
- 正室：輝子 - 池田仲央の娘
- 側室：岡
  - 長男：松平定休（1752-1820）
- 生母不明の子女
  - 男子：松平常次郎
  - 男子：松平幾五郎
  - 女子：富子 - 天華院、有馬允純正室
  - 女子：遥 - 遠山友随正室
  - 女子：鶴
  - 女子：金 - 堀田正穀正室